# Assedio di Negapatam
La battaglia di Negapatam fu una grande offensiva nel subcontinente indiano che vide scontrarsi in territorio coloniale tra Regno di Gran Bretagna e Repubblica Olandese, dando inizio alla quarta guerra anglo-olandese. Una forza inglese assediò il porto olandese di Negapatam, capitale del Coromandel olandese, sulla costa orientale dell'India, che capitolò dopo che venne fatta breccia nelle fortificazioni. La guarnigione olandese era composta da 500 truppe europee, 5500 truppe locali e 2000 truppe di Hyder Ali, regnante di Mysore.
Mentre le truppe inglesi erano occupate a combattere le armate di Hyder Ali come parte della seconda guerra anglo-mysore ed il generale Eyre Coote stava fronteggiando l'offensiva contro gli olandesi, Lord Macartney, governatore di Madras, fu in grado di raccogliere un esercito di più di 4000 uomini ed assicurare l'assistenza dell'ammiraglio sir Edward Hughes per sconfiggere le forze di difesa olandesi e mysoreane.

## Antefatto
A seguito dell'entrata della Francia nella guerra d'indipendenza americana nel 1778, la Gran Bretagna si spostò a conquistare le colonie francesi in India come il porto di Mahé sulla costa occidentale nel 1779. Questo fatto spinse Hyder Ali, regnante de facto del regno di Mysore, che pretendeva di avere il porto sotto la propria protezione, ad aprire la seconda guerra anglo-mysore contro i possedimenti inglesi dell'India meridionale. Questi riuscì a ottenere diversi successi iniziali con le sue truppe che giunsero sino a Madras sulla costa orientale. Con l'inizio della stagione dei monsoni dell'anno 1781, gli inglesi ed i mysoreani si trovarono però in una situazione di stallo.
Nel dicembre del 1780, gli inglesi dichiararono guerra agli olandesi, adducendo come motivo il loro traffico di armi a supporto dei ribelli francesi ed americani. Mentre la notizia giunse ai governatori coloniali olandesi in India all'inizio del 1781, questa notizia non raggiunse il governatore Reynier van Vlissingen all'avamposto di Negapatam sino a quando il governatore di Trincomalee, Iman Willem Falck, non gli notificò a giugno la dichiarazione di guerra.
Le relazioni tra gli olandesi a Negapatam, gli inglesi ed i mysoreani erano all'epoca buone. Le forze di Hyder si erano però già portate a razziare i villaggi presso Negapatam dall'inizio del 1781, e van Vlissingen, nel tentativo di fermare queste violenze, aveva preferito pagare un riscatto per ottenere il rilascio degli ambasciatori inviati a Tanjore dal momento che Hyder non solo si rifiutava di lasciarli andare, ma anche minacciava gli avamposti olandesi di Pulicat e Sadras. Van Vlissingen ottenne offerte di assistenza da parte del generale Eyre Coote, comandante britannico a Madras durante questi negoziati.
Nell'estate del 1781, Lord Macartney giunse come nuovo governatore di Madras, portando la notizia della nuova guerra e mobilitando le truppe inglesi per ottenere il controllo dei possedimenti olandesi in India ed a Ceylon. Van Vlissingen, quando seppe dello scoppio della guerra, immediatamente negoziò un'alleanza con Hyder in funzione anti-inglese che venne concordata il 29 luglio (formalizzata il 4 settembre).

## Preludio
Van Vlissingen inviò in un primo momento 600 uomini, polvere da sparo e munizioni all'accampamento di Hyder a Tanjore all'inizio di agosto del 1781. Ad ogni modo, la crescente minaccia di una mossa degli inglesi contro la stessa città di Negapatam lo spinse ad ogni modo a cercare di fortificare le sue difese in loco. I 600 olandesi tornarono a Negapatam alla fine di settembre con 2100 mysoreani e stabilirono una linea difensiva appena fuori dalle mura della città, difesa anche da un esercito misto composto da sepoy locali con truppe europee e malayane.
Gran parte delle forze inglese sulla costa orientale dell'India erano occupate contro le truppe di Hyder, ed il generale Coote non era intenzionato ad impegnare troppi uomini. Lord Macartney si assicurò i servizi di Hector Munro, che stava preparando a ritirarsi in Inghilterra, e fu in grado di convincere il colonnello John Braithwaite, le cui truppe erano attive a sud di Madras, a muoversi contro gli olandesi. Braithwaite, che recentemente era stato ferito, inviò il colonnello Eccles Nixon a Negapatam, mentre le forze di Munro vennero portate in loco dalla flotta dell'ammiraglio sir Edward Hughes. Il 20 ottobre, Nixon assediò l'avamposto olandese di Karikal, ed il giorno dopo prese il controllo di Nagore.

## L'assedio
La prima mossa di Munro fu il tentativo con un numero ridotto di uomini di controllare alcuni ridotti sulla linea difensiva del nemico. Il 27 ed il 28 ottobre, ben due attacchi di questo genere fallirono e vennero respinti. Dopo aver inviato le navi di Hughes a compiere una ricognizione sulle difese ad est, un terzo attacco al ridotto ebbe successo il 30 ottobre. Secondo i resoconti olandesi, questa battaglia vide l'abbandono della cavalleria mysoreana dalla scena e gran parte delle rimanenti forze olandesi si ritirarono entro le mura della città.
Da quel punto Munro iniziò a scavare le trincee per l'assedio dal 1º novembre, e la costruzione di una postazione per una batteria d'artiglieria ebbe inizio il 5 novembre. Quella notte, gli olandesi tentarono una sortita per distruggere le fortificazioni, ma la batteria composta da otto cannoni aprì il fuoco, provocando notevoli danni alle mura nord della città. Una seconda sortita degli olandesi il 10 novembre non riuscì a sfondare la linea nemica.
Gli olandesi chiesero rinforzi a Hyder Ali. Il 28 ottobre, Hyder inviò un altro distaccamento di truppe verso Negapatam.  Queste raggiunsero Kuttur, a circa un giorno di marcia ad ovest da Negapatam, l'8 novembre, e van Vlissingen chiese loro di attaccare gli inglesi. Ad ogni modo, questi erano riluttanti di fronte al numero di forze messe in campo dagli inglesi, e chiesero a Hyder l'invio di ulteriori truppe da Tanjore. Queste giunsero il 10 novembre, ma Munro prese l'iniziativa ed attaccò i mysoreani prima che questi fossero pronti allo scontro, costringendoli alla ritirata. Una terza ondata di rinforzi mysoreani si avvicinò a Negapatam il 13 novembre, solo per venire a conoscenza del fatto che la città si era già arresa.
Van Vlissingen tenne un consiglio di guerra dopo la fallita sortita la notte del 10 novembre dove comunicò ai suoi ufficiali che la città aveva polvere da sparo ancora per un solo giorno di guerra; il consiglio votò per la resa ed alzò bandiera bianca il giorno dopo.

## Conseguenze
I negoziati sui termini di capitolazione vennero finalizzati il 12 novembre e la guarnigione si arrese in quel giorno. Gli olandesi compirono un'inchiesta sui motivi della resa e notarono il comportamento inusuale di van Vlissingen durante l'assedio. Egli accusò dei dolori durante l'ultima parte dell'assedio e la malattia di cui soffriva fu forse la causa primaria della resa, ancor prima della mancanza di polvere da sparo.
La Gran Bretagna conquistò Trincomalee, sull'isola di Ceylon, e altri possedimenti olandesi in India. Gli inglesi restituirono tutte queste posizioni agli olandesi, ad eccezione di Negapatam, dopo la fine della guerra nel 1784.
Munro fece costruire a Easter Ross, in Scozia, il Fyrish Monument per ricordare i cancelli della città di Negapatam che aveva sconfitto.